# 南番顺
南番順，又名三邑。即南海縣（包括今佛山市禪城區、南海區、廣州市荔灣區小部）、番禺縣（包括今廣州市越秀區、荔灣區大部、海珠區、天河區、黃埔區、白雲區、番禺區及南沙區大部）以及順德縣（今佛山市順德區）的合稱，亦是廣州市本地居民的來源地；亦有人曾經稱之為“三鄉”（並非中山市的“三鄉”）。
三個地方均是廣州地域文化的發源地。

## 原因
清朝初期，清兵攻陷廣州，並且進行了與揚州十日和嘉定三屠齊名的大屠殺——庚寅之劫，當時倖存的不少廣州人紛紛逃入南海、番禺、順德三地避難。日後這些人的後代回歸故地，多以此三地作為祖籍。